# Толбази (Кушнаренковський район)
Толбази́ (рос. Толбазы, башк. Талбаҙы) — присілок у складі Кушнаренковського району Башкортостану, Росія. Входить до складу Карача-Єлгинської сільської ради.
Населення — 362 особи (2010; 403 у 2002).
Національний склад:
- башкири — 60 %
- татари — 38 %